# リン郡 (オレゴン州)
リン郡（英: Linn County）は、アメリカ合衆国オレゴン州に属する郡の一つ。人口は12万8610人（2020年）。郡庁所在地はオールバニである。郡名はオレゴン・カントリーのアメリカ統治を支持したミズーリ州選出の上院議員ルイス・F・リンに由来する。

## 歴史
1847年12月28日、準州議会の決定によりシャンプイ郡（後のマリオン郡）の南部から分離してリン郡が成立した。郡境は1851年のレーン郡成立、1854年のワスコ郡成立に伴い調整を受けた。成立当初、郡庁はカラプーイア（後のブラウンズヴィル）に置かれたが、1851年、準州議会は郡庁をオールバニに移転させる法令を通過させた。1856年の特別選挙によりオールバニを郡庁所在地とすることが正式に決定した。

## 経済
リン郡の主要産業は、材木業、鉱業、製造業である。材木業には非常に大きく依存しており、1990年には郡の製造業の40%を占めていた。気候や土壌の条件はオレゴンの中でも非常に多様性に富み、ペレニアルライグラスなどの特殊な作物まで幅広く栽培されている。またアメリカ合衆国国内では唯一の金剛砂の鉱山があることでも知られる。移動住宅やキャンピングカーの製造も盛んである。

## 地理
アメリカ合衆国国勢調査局によると、リン郡の総面積は 5,983 km2（2,310 mi2）であり、その内 5,937 km2（2,292 mi2）が陸地、47 km2（18 mi2、0.78%）が水面である。
オレゴン州の人口重心がリン郡ライオンズの南西に所在する。（北緯44度43分56秒、西経122度34分46秒）。

### 隣接郡
- マリオン郡 - 北
- ベントン郡 - 西
- レーン郡 - 南
- デシューツ郡 - 東
- ジェファーソン郡 - 東
- ポーク郡 - 北西

## 人口動態
以下は2000年国勢調査による人口統計データである。
| - 人口: 103,069人 - 世帯数: 39,541世帯 - 家族数: 28,232家族 - 人口密度: 17人/km²（45人/mi²） - 住居数: 42,521軒 - 住居密度: 7軒/km²（19軒/mi²） 人種別人口構成 - 白人: 93.20% - アフリカン・アメリカン: 0.32% - ネイティブ・アメリカン: 1.27% - アジア人: 0.78% - 太平洋諸島系: 0.15% - その他の人種: 1.80% - 混血: 2.49% - ヒスパニック・ラテン系: 4.38% 年齢別人口構成 - 18歳未満: 26.00% - 18-24歳: 8.40% - 25-44歳: 27.00% - 45-64歳: 24.10% - 65歳以上: 14.50% - 年齢の中央値: 37歳 - 性比（女性100人あたり男性の人口） - 総人口: 97.50 - 18歳以上: 95.00 | 世帯と家族（対世帯数） - 18歳未満の子供がいる: 32.00% - 結婚・同居している夫婦: 56.90% - 未婚・離婚・死別女性が世帯主: 10.00% - 非家族世帯: 28.60% - 単身世帯: 23.00% - 65歳以上の老人1人暮らし: 10.10% - 平均構成人数 - 世帯: 2.58人 - 家族: 3.01人 収入と家計 - 収入の中央値 - 世帯: 37,518米ドル - 家族: 44,188米ドル - 性別 - 男性: 35,586米ドル - 女性: 24,073米ドル - 人口1人あたり収入: 17,633米ドル - 貧困線以下 - 対人口: 11.40% - 対家族数: 8.90% - 18歳未満: 14.80% - 65歳以上: 7.10% |

## 都市と町
- オールバニ（ベントン郡にも）
- ブラウンズヴィル
- ゲイツ
- ハルシー
- ハリスバーグ
- イダーニャ（マリオン郡にも）
- レバノン
- ライオンズ

- ミル・シティ
- ミラーズバーグ
- サイオ
- ソーダヴィル
- スイート・ホーム
- タンジェント
- ウォータールー

### 非法人共同体および国勢調査指定地域
- カスカディア
- クラブツリー
- クローフォーズヴィル

- マリオン・フォークス
- シェッド
- サウス・レバノン